# Nederlandse annexatie van Duits grondgebied na de Tweede Wereldoorlog

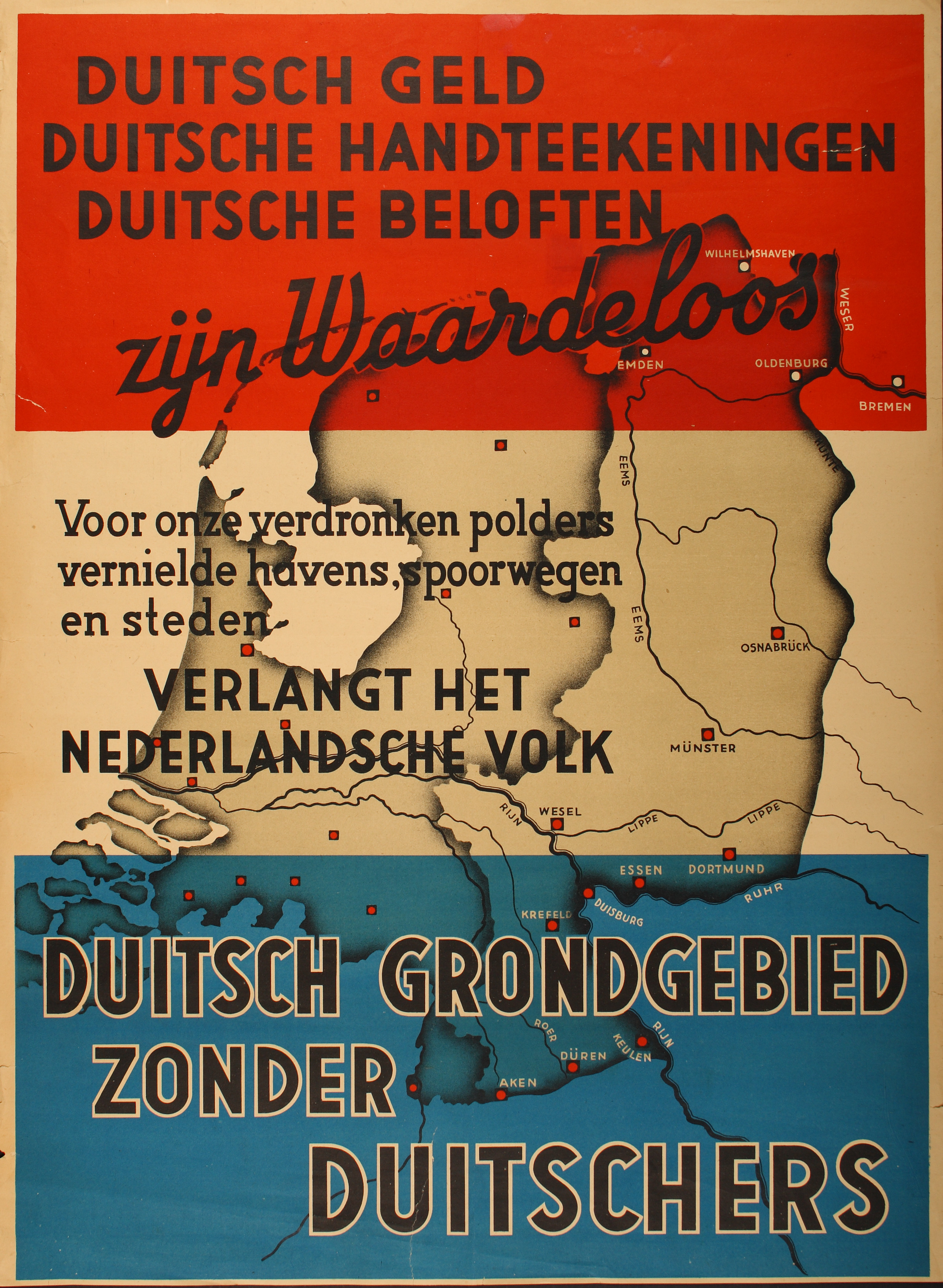
Affiche uit 1945: 'Voor onze verdronken polders, vernielde havens, spoorwegen en steden verlangt het Nederlandsche volk Duitsch grondgebied zonder Duitschers'.

De Nederlandse annexatie van Duits grondgebied na de Tweede Wereldoorlog betreft Nederlandse voorstellen om na het eind van de Tweede Wereldoorlog over te gaan tot annexatie van Duits grondgebied, ter compensatie van de geleden oorlogsschade. In oktober 1945 vroeg de Nederlandse staat van Duitsland een schadevergoeding van 25 miljard gulden, maar in februari van dat jaar was op de Conferentie van Jalta reeds bepaald dat herstelbetalingen uitsluitend werden gegeven in natura en niet in de vorm van liquide middelen. 
Hoewel Nederland hoog inzette besloten de Geallieerden vrijwel alle plannen af te wijzen. De Oost-Duitse gebieden hadden het al zwaar te verduren gehad en een stabiele Duitse staat werd van groot belang geacht. Slechts enkele grenswijzigingen werden gehonoreerd waardoor ongeveer 70 km² aan Duits grondgebied en een kleine 10.000 Duitse inwoners Nederlands werden. Op 1 augustus 1963 werden vrijwel alle Nederlandse annexaties weer ongedaan gemaakt.
Er is nog maar 3 km² aan geannexeerd gebied over, namelijk de Duivelsberg bij Nijmegen. 

## Bevrijding
In het eerste jaar na de bevrijding werden tientallen pamfletten en brochures uitgegeven die gebiedsuitbreiding met het territorium van het voormalige Duitse Rijk propageerden, bij voorkeur zonder de autochtone Duitse bevolking. Diverse hooggeplaatste figuren, waaronder toenmalig minister van Buitenlandse Zaken Eelco van Kleffens, uitten in deze geschriften hun eigen ideeën met betrekking tot gebiedsuitbreiding. Daarbij verschilden de meningen sterk over tot hoe ver gebiedsuitbreiding moest plaatsvinden. De een wilde slechts enkele grenscorrecties, de ander trok de nieuwe grens tot voorbij Hamburg.
De voorstanders van de annexatie verenigden zich in diverse plaatselijke comités. Op 19 juni 1945 werd het Haagsch Comité tot onderzoek van het vraagstuk der gebiedsuitbreiding van Nederland opgericht. Op een vergadering van dit comité op 12 juli 1945 werd besloten dit comité te splitsen in de Studiegroep Gebiedsuitbreiding, die zich zou bezig gaan houden met het onderzoek naar mogelijke gebiedsuitbreiding, en het Comité van Actie, dat als primaire functie had om het Nederlandse volk voor te lichten over de plannen. Laatstgenoemd comité kreeg zes dagen later, op 18 juli, de naam Nederlandsch Comité voor Gebiedsuitbreiding. De Studiegroep Gebiedsuitbreiding stond onder leiding van Philip Idenburg. Voorzitter van het Nederlands Comité voor Gebiedsuitbreiding werd voormalig minister van Financiën Johannes van den Broek. Op 25 augustus 1945 werd door minister Van Kleffens de Staatscommissie ter Bestudering van het Annexatievraagstuk opgericht, die onder leiding van Koos Vorrink in mei 1946 met een eindrapport betreffende het annexatievraagstuk moest komen.
De Studiegroep Gebiedsuitbreiding stelde allerlei werkgroepen in die over hun studiebevindingen rapport uitbrachten. Het eindoordeel van de Staatscommissie ter Bestudering van het Annexatievraagstuk zou grotendeels worden gebaseerd op de resultaten van deze studiegroep. Het Nederlandsch Comité voor Gebiedsuitbreiding zorgde voor de publicatie van de vorderingen van de studiegroep door middel van het uitgeven van brochures en het houden van lezingen. Het annexatievraagstuk leidde tot heftige discussies, waardoor bepaalde groeperingen hun eigen lijn trokken en onder andere de Annexatiecommissie van de Stichting voor den Landbouw oprichtten.

## Bakker Schut-plan
Het best uitgewerkte annexatievoorstel kwam van Frits Bakker Schut, de directeur van de Rijksdienst voor het Nationale Plan. Hij was secretaris van het Nederlands Comité voor Gebiedsuitbreiding en verder lid van de Staatscommissie voor de bestudering van het Annexatievraagstuk en van de Studiegroep Gebiedsuitbreiding. Bakker Schut stelde in zijn gebiedsuitbreidingsplan voor om een groot deel van het noordwesten van Duitsland te annexeren. Al het land ten westen van de lijn Wilhelmshaven-Osnabrück-Hamm-Wesel zou bij Nederland moeten worden gevoegd, evenals het land ten oosten van Limburg, waarbij de grens werd gevormd door de loop van de Rijn tot dicht bij Keulen en dan afbuigend richting Aken in het westen. In deze A-variant van het Bakker Schut-plan werden onder andere de grote steden Aken, Keulen, Münster, Oldenburg en Osnabrück geannexeerd. Bakker Schut had het dan ook over de Wezergrens en eindigde zijn schrijven met de leus Nederlands grens kome aan de Wezer. In een kleiner plan B werden de West-Rijnlandse steden Keulen, Mönchengladbach en Neuss niet geannexeerd. In een derde optie, plan C, was het voorgestelde annexatieplan veel kleiner. Het omvatte gebied ten westen van Varel, het gehele Emsland, het gebied rondom Wesel tot bij Kleef.

### Te annexeren gebieden volgens het Bakker Schut-plan
De gebieden die volgens het plan van Bakker Schut zouden moeten worden geannexeerd waren de toenmalige districten (Landkreise) en stadsdistricten (kreisfreie Städte):

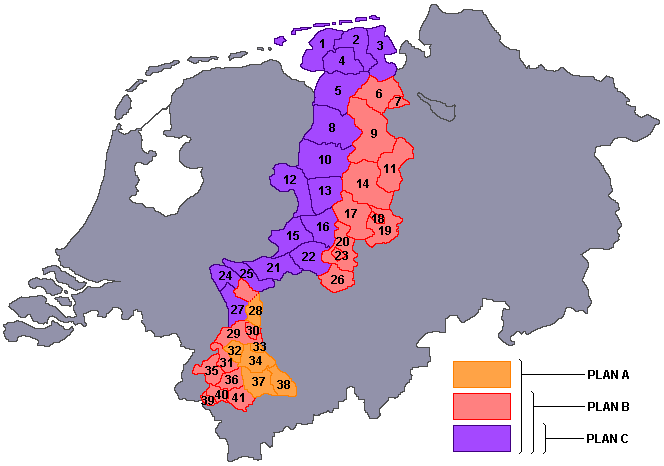
De te annexeren gebieden volgens het Bakker Schut-plan. Tot plan A behoorden alle ingekleurde gebieden, voor plan B werden de oranje gebieden weggelaten en plan C omvatte enkel de paarsgekleurde districten.

| Nr | Naam                    | A | B | C |
| -- | ----------------------- | - | - | - |
| 1  | Norden-Emden            | X | X | X |
| 2  | Wittmund                | X | X | X |
| 3  | Jever-Varel             | X | X | X |
| 4  | Aurich                  | X | X | X |
| 5  | Weener-Leer             | X | X | X |
| 6  | Ammerland               | X | X |   |
| 7  | Oldenburg-Stadt         | X | X |   |
| 8  | Aschendorf-Hümmling     | X | X | X |
| 9  | Cloppenburg-Friesoythe  | X | X |   |
| 10 | Meppen                  | X | X | X |
| 11 | Vechta                  | X | X |   |
| 12 | Grafschaft Bentheim     | X | X | X |
| 13 | Lingen                  | X | X | X |
| 14 | Bersenbrück             | X | X |   |
| 15 | Ahaus                   | X | X | X |
| 16 | Steinfurt               | X | X | X |
| 17 | Tecklenburg             | X | X |   |
| 18 | Osnabrück Stadt         | X | X |   |
| 19 | Osnabrück Land          | X | X |   |
| 20 | Münster Land            | X | X |   |
| 21 | Borken                  | X | X | X |
| 22 | Coesfeld                | X | X | X |
| 23 | Münster Stadt           | X | X |   |
| 24 | Kleve                   | X | X | X |
| 25 | Rees                    | X | X | X |
| 26 | Lüdinghausen            | X | X |   |
| 27 | Geldern                 | X | X | X |
| 28 | Moers                   | X | X |   |
| 29 | Kempen-Krefeld          | X | X |   |
| 30 | Krefeld-Uerdingen       | X | X |   |
| 31 | Erkelenz                | X | X |   |
| 32 | Mönchengladbach         | X |   |   |
| 33 | Neuss                   | X |   |   |
| 34 | Grevenbroich            | X |   |   |
| 35 | Heinsberg-Geilenkirchen | X | X |   |
| 36 | Julich                  | X | X |   |
| 37 | Bergheim                | X |   |   |
| 38 | Köln                    | X |   |   |
| 39 | Aachen Stadt            | X | X |   |
| 40 | Aachen Land             | X | X |   |
| 41 | Düren                   | X | X |   |

### Motivering
Hoewel enkele delen van het op te eisen gebied (onder andere het graafschap Oost-Friesland, het graafschap Bentheim, Lingen, hertogdom Kleef, en Gulik) tussen de 16de en de 19de eeuw door politieke, religieuze, dynastieke en culturele banden met Nederland waren verbonden geweest en tot ver in de 19de eeuw de Nederlandse taal er in de kerken en scholen was gebruikt, en Gelre en omgeving tot de zuidelijke Nederlanden had behoord en daar eveneens in kerk, school en bestuur de Nederlandse taal in de zuidelijke variant in gebruik was geweest, was Bakker Schut zich ervan bewust dat dit gebied moeilijk louter op historische gronden kon worden opgeëist. Daarom motiveerde hij de aanstaande gebiedsuitbreiding verder met argumenten als machtsvergroting en grotere veiligheid voor de Nederlandse staat. Verder zag hij de annexatie als compensatie voor geleden oorlogsschade en als onderdeel van de te voeren bevolkingspolitiek. In tegenstelling tot wat verwacht zou worden, achtte hij na inventarisatie de bodemschatten die het te annexeren gebied rijk was (onder andere steenkool, bruinkool, turf en aardolie) van onvoldoende belang bij de motivering voor annexatie. In zijn ogen zou namelijk zelfs een eventuele overdracht van het gehele Ruhrgebied aan Nederland nog een te lage schadevergoeding zijn.

### Gedwongen verhuizing
Een groot twistpunt in zijn uitbreidingsplan was de voorgestelde gedwongen verhuizing van de autochtone Duitse bevolking. Miljoenen Duitsers zouden moeten worden verdreven naar de overgebleven Duitse gebieden, omdat de vrees bestond dat uitbreiding van de Nederlandse bevolking van 9 naar 11 miljoen burgers problemen zou opleveren in de voedselvoorziening en op langere termijn politiek problematisch zou blijven door de nationaal andere oriëntatie en identiteit. Een pamflet, luidend Oostland - Ons Land had een compleet schema opgesteld hoe de bevolking zou kunnen worden uitgewezen, te beginnen bij alle inwoners van gemeenten met een bevolkingsaantal boven de 2500, alle (voormalige) leden van de NSDAP en verwante organisaties en alle bewoners die zich na 1933 in het gebied hadden gevestigd. In uitzonderingsgevallen konden de bewoners genaturaliseerd worden tot Nederlander, wat toegekend zou worden bijvoorbeeld indien zij zich gedurende de oorlog hadden ingezet voor de Nederlandse staat, indien zij in hun dagelijks leven Nedersaksisch, Kleverlands of Limburgs plachten te spreken in plaats van Hoogduits, indien zij geen familieleden tot in de tweede graad hadden in Duitsland of indien zij zelf actief het Nederlanderschap wensten te verwerven.

### Nederlandse namen
Verder werd reeds bedacht welke Nederlandse namen de steden en gebieden in het te annexeren gebied moesten krijgen. Voor al die steden en dorpen was reeds een Nederduits of (oud-)Nederlands equivalent beschikbaar, zoals Aken, Wezel en Gulik. Gelderen gaf eerder zijn naam aan Gelderland. Sommige gebieden en steden hadden deel uitgemaakt van de Zuidelijke Nederlanden en waren door Pruisen ingelijfd na de Spaanse Successieoorlog. De tabel hieronder geeft een kleine greep uit de voorgestelde veranderingen. Soms zit het verschil alleen in de spellingswijze.
| Voorgestelde Nederlandse plaatsnamen | Duitse plaatsnamen |
| ------------------------------------ | ------------------ |
| Aken                                 | Aachen             |
| Auwerk                               | Aurich             |
| Steenvoorde                          | Burgsteinfurt      |
| Emmelkamp                            | Emlichheim         |
| Emmerik                              | Emmerich           |
| Geelkerken                           | Geilenkirchen      |
| Gelderen                             | Geldern            |
| Gogh                                 | Goch               |
| Gulik                                | Jülich             |
| Hoog Elten                           | Hoch-Elten         |
| Jemmingen                            | Jemgum             |
| Kleef                                | Kleve              |
| Keulen                               | Köln               |
| Meurs                                | Moers              |
| Monniken-Glabbeek                    | Mönchengladbach    |
| Munster                              | Münster            |
| Neder-Benthem                        | Bad Bentheim       |
| Nijenhuis                            | Neuenhaus          |
| Noordhoorn                           | Nordhorn           |
| Osnabrugge                           | Osnabrück          |
| Tudderen                             | Tüddern            |
| Veldhuizen                           | Veldhausen         |
| Wezel                                | Wesel              |
| Zelfkant                             | Selfkant           |
| Zwilbroek                            | Zwillbrock         |

## Tweestrijd
Binnen het kabinet ontstond een tweestrijd over het annexatievraagstuk. Eelco van Kleffens predikte voor gebiedsuitbreiding, terwijl minister van Sociale Zaken Willem Drees pertinent tegen was. Over het algemeen kan worden gezegd dat de socialisten tegen annexatie waren en dat de protestanten en de liberalen zich terughoudend opstelden. De katholieken zagen wel heil in gebiedsuitbreiding, met name om de boeren in het grensgebied extra ruimte te geven. Desondanks protesteerden de kerken tegen de voorgestelde uitzetting van Duitsers, omdat in hun ogen de Duitse bevolking niet kon worden veroordeeld voor de misdadige praktijken van de nazi's gedurende de Tweede Wereldoorlog. Toenmalig minister-president Wim Schermerhorn voelde ook weinig voor annexatie van Duits grondgebied, maar koningin Wilhelmina, een fervent voorstander van het annexatieplan, drong er bij hem sterk op aan om tot onderhandeling met de geallieerden over te gaan. In 1946 eiste hij namens de Nederlandse regering officieel 4980 km² aan Duits grondgebied op, nog niet de helft van het gebied dat Van Kleffens aanvankelijk voor ogen had. De Nederlands-Duitse grens zou vanaf Vaals via Winterswijk tot aan de Eems worden getrokken, zodat 550.000 Duitsers binnen de Nederlandse staatsgrenzen zouden vallen.

## Verwerping
Op een conferentie van ministers van Binnenlandse Zaken van de westelijk geallieerde bezettingsmachten van Duitsland in Londen (14 januari tot 25 februari 1947) maakte de Nederlandse regering (Kabinet-Beel I) aanspraak op een gebied van 1840 km². Dit gebied omvatte naast het eiland Borkum grote delen van het Emsland, het graafschap Bentheim, de steden Ahaus, Rees, Kleef, Erkelenz, Geilenkirchen en Heinsberg en de gebieden rondom deze steden.
In dit gebied woonden in 1946 circa 160.000 mensen. Dit plan was een sterk vereenvoudigde vorm van de C-variant van het Bakker Schut-plan. De KVP vond dit voorstel te mager, terwijl de CPN iedere vorm van schadevergoeding door middel van gebiedsuitbreiding afwees.
De Geallieerde Hoge Commissie (Engels: Allied High Commission) verwierp het Nederlands verzoek tot gebiedsuitbreiding volgens het Bakker Schut-plan. Het argument was dat het resterende Duitse gebied het zwaar te verduren had als gevolg van de verdrijving van veertien miljoen Duitse vluchtelingen vanuit de Oost-Duitse gebieden van het voormalige Duitse Rijk. Verdere annexaties zouden dit probleem verergeren. Bovendien achtten de Britten en Amerikanen, met het oog op de groeiende spanning met de Sovjet-Unie, op termijn een stabiele Duitse staat met een pro-westerse bevolking van levensbelang. In 1949 zou dat Bondsrepubliek Duitsland worden. Alle in het kader van het tijdens de oorlog ontwikkelde Morgenthau-plan voorgestelde annexaties waren op grond van nieuwe politieke ontwikkelingen niet meer aan de orde.

## Uiteindelijke toewijzing

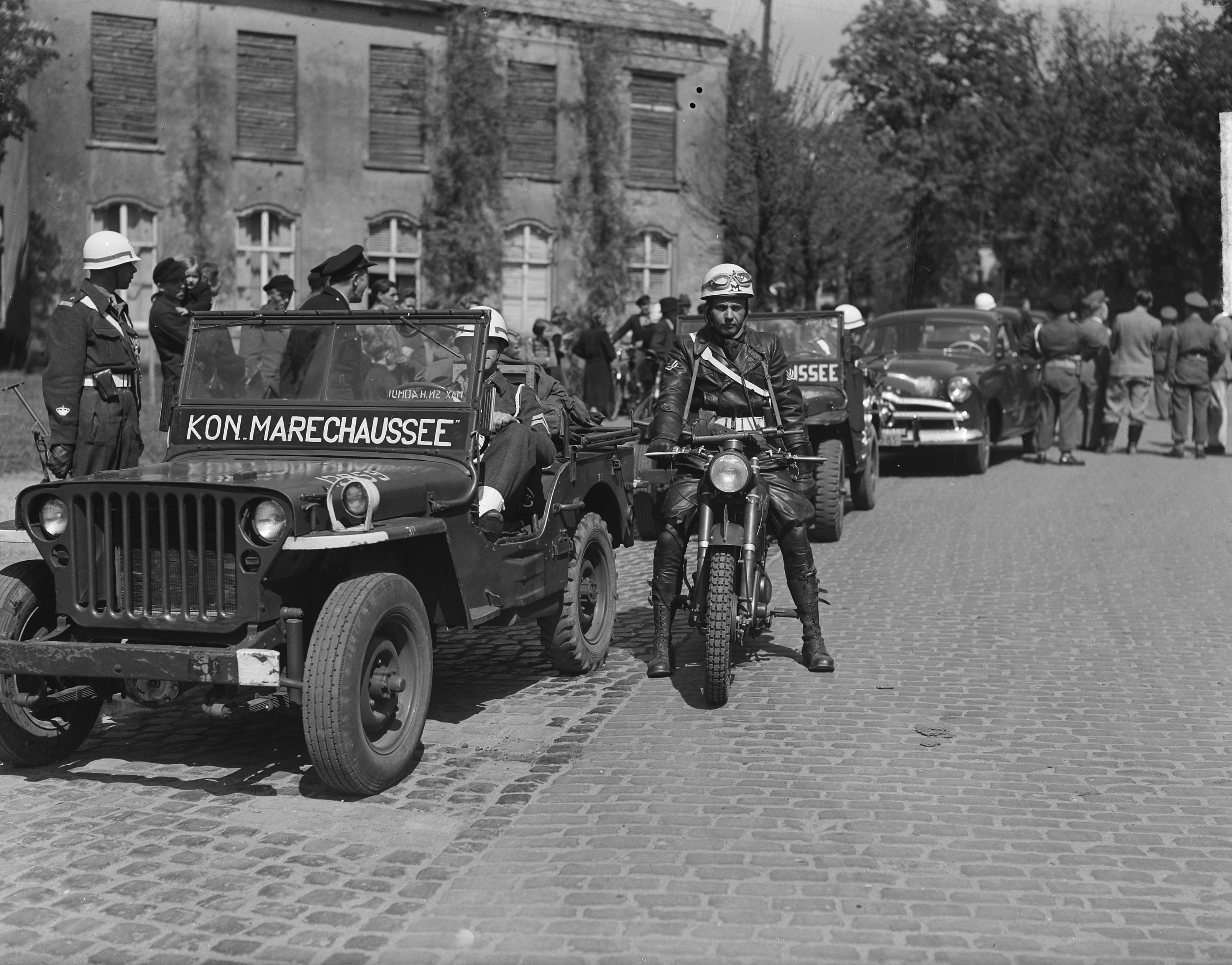
Marechaussee bij stadhuis Elten tijdens de grenswijziging op 23 april 1949

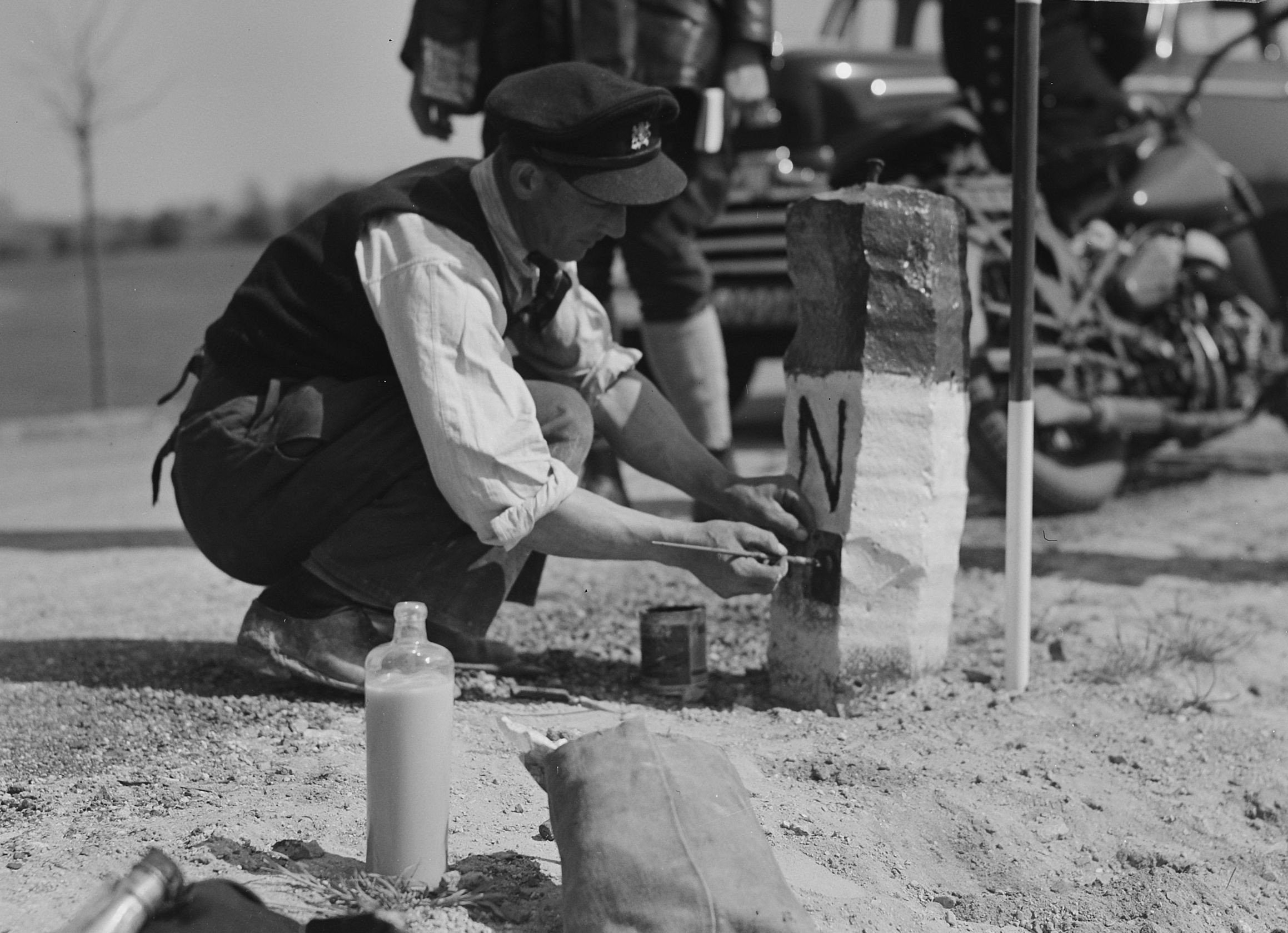
Grenswijziging bij Elten, schildering van N. op de grenspaal

Op 23 april 1949 werden in de slotverklaring van de Londense Zesmogendhedenconferentie slechts kleine grenswijzigingen ten gunste van Nederland aangekondigd, waardoor een gebied ter grootte van 69 km² werd toegevoegd. De grootste gebieden die bij Nederland werden gevoegd waren de gemeente Selfkant, met de hoofdplaats Tüddern, en Elten. Verder werden talrijke andere kleine grenswijzigingen doorgevoerd, met name in de buurt van Nijmegen en Dinxperlo. Nog diezelfde dag, vanaf 12.00 uur, werden deze gebieden door Nederlandse strijdkrachten bezet.

### Overzicht van de in 1949 geannexeerde gebieden (van noord naar zuid)
- Onbewoonde strookjes (totaal 0,30 km²) tussen Nieuweschans en Ter Apel, ter verbetering van de Moersloot en de kering van veldwater uit het Boertanger Veen;
- Onbewoonde strookjes aan beide zijden van het kanaal Almelo-Nordhorn (0,03 km²), ter verbetering van de waterstaat van de Rammelbeek en douanetoezicht op een grensweg;
- Noordoostelijke strook ter hoogte van Losser, achttien bewoners (1 km²);
- Grensweggetje ter hoogte van Rekken ten zuiden van Haaksbergen;
- Onbewoonde strook ter hoogte van Kotten (0,09 km²);
- Duitse bebouwing, 353 bewoners (Suderwick), aangrenzend aan Dinxperlo (0,64 km²);
- De grensinham bij de Rijn (19,54 km²) met 3255 bewoners (Drostambt Elten);
- Onbewoonde strook (Hooge Heide) bij Elten en Stokkum;
- Grensweggetje ter hoogte van Millingen aan de Rijn;
- Duivelsberg tussen Beek en Wijlerberg, ter verbetering van het douanetoezicht (1,25 km2);
- Grensweggetje ter hoogte van Mook;
- Onbewoond strookje bij Ottersum (0,05 km²);
- Grensweggetje bij Siebengewald, vier bewoners;
- Twee strookjes ten noorden en ten zuiden van Arcen, zestig inwoners, (0,40 en 0,41 km²);
- De hals bij Sittard ter grootte van 41,34 km² bewoond door 5665 personen (Selfkant, bestuurd als Drostambt Tudderen);
- Grensweggetje bij Ubach over Worms;
- Gebiedsstrook inclusief Rimburg, inclusief het kasteel Rimburg, en bij Kerkrade, door 134 bewoners bewoond (0,88 km²);
- Gebiedsstrook ter hoogte van Eijgelshoven, bewoond door 110 personen (0,11 km²) ;
- Enkele douane-technische fouten in Kerkrade werden opgeheven;
- Grensstraat bij Vaals

Totaal aantal mensen dat eerst op Duits grondgebied woonde en daarna op Nederlands grondgebied: 9.553.

## Teruggave

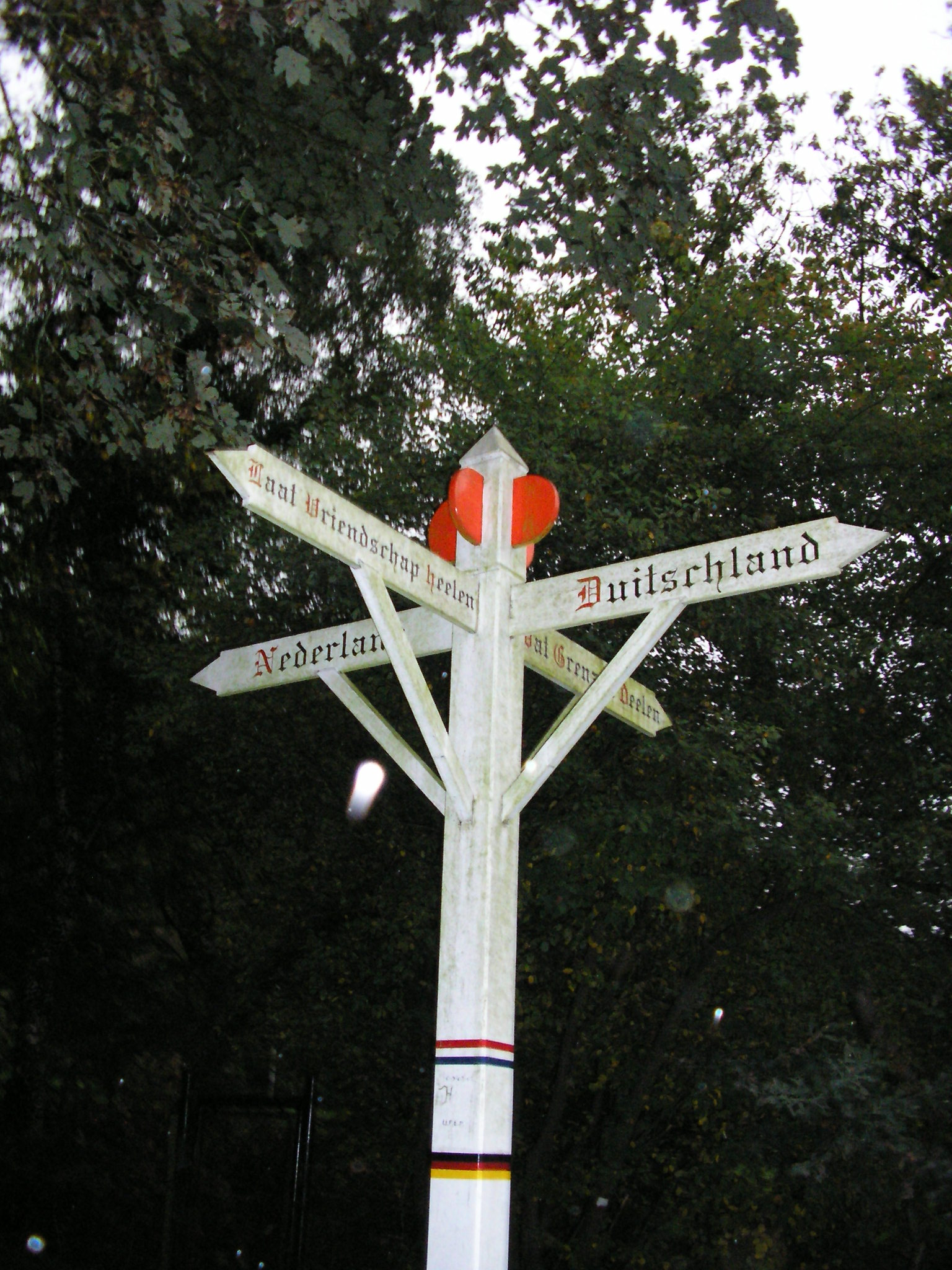
Een replica van een oude grenspaal (na annexatie op Nederlands grondgebied), in de buurt van de Duivelsberg

Naderhand voerde de Bondsrepubliek Duitsland langdurige onderhandelingen met de Nederlandse staat, die op 8 april 1960 te Den Haag werden afgesloten met een overeenkomst, waarin de Bondsrepubliek aangaf 280 miljoen Duitse mark uit te keren voor teruggave van de drostambten Elten en Tudderen en de Duitse bebouwing aangrenzend aan Dinxperlo (Suderwick); de Wiedergutmachung. Op grond van het gesloten grensverdrag werden de gebieden op 1 augustus 1963 weer overgedragen aan de Duitse autoriteiten. Enkele handige ondernemers maakten hiervan slim gebruik door in Elten vrachtwagens vol boter en koffie neer te zetten die de volgende dag (na de Eltener Butternacht) dus belastingvrij in Duitsland stonden. Daarnaast vonden verschillende grenscorrecties plaats. De grootste wijziging vond plaats bij een klein gebied, de Duivelsberg, dat in Nederlands bezit bleef. De Hooge Heide bij Elten en Stokkum bleef ook deels Nederlands.
Een wegverbinding door Duits gebied, tussen Brunssum en Roermond, de N274, bleef nog tot 1 januari 2002 onder Nederlands beheer. Deze weg zorgde voor een goede verbinding met de Oostelijke Mijnstreek. De weg had geen afslagen (alle kruisingen met Duitse wegen waren ongelijkvloers aangelegd) en stoppen was niet toegestaan. Na 2002 kreeg de weg het Duitse wegnummer L410 en werd het beheer overgedragen aan Duitsland. De kruisingen zijn nu gelijkvloers en aangesloten op het Duitse wegennet. Tijdens de overdracht is afgesproken dat de route tussen Brunssum en Roermond altijd vrij doorgankelijk blijft. Daarmee is het de enige weg in Duitsland waar het landelijke rijverbod voor vrachtwagens tijdens het weekend en feestdagen niet geldt.